# 金永南
金永南（朝鲜语：／ Kim Yong-Nam，1928年2月4日—），本名金明参（김명삼），曾任朝鲜最高人民会议常任委员会委员长、朝鲜劳动党中央政治局常委（位列第二，仅次于金正恩），自1998年到2019年担任委员长期間亦被視為朝鲜在名义上的国家元首。出生于中国奉天省（今辽宁省宽甸县振江镇西江村），毕业于金日成综合大学，曾在蘇聯莫斯科国立大学留學。外交官出身，曾經出任政務院副总理兼外务省外务相。他曾获金日成勋章、劳动英雄称号、一级国旗勋章等。他是少數至今仍然在世的朝鲜劳动党元老之一。

## 生平
金永南的出生时间和出生地点有多种不同的说法。1925年或1928年2月4日出生于咸镜北道明川郡或平壤市或中國奉天省（今辽宁省）宽甸县振江镇西江村）。随後和家人一同搬至黑龙江省木兰县。
1950年6月朝鲜战争爆发，同年10月中国人民志愿军跨过鸭绿江，当时为学生身份的金永南加入中国人民志愿军前往朝鲜参战并在战后选择留在朝鲜。就读于金日成大学。1953年朝鲜战争结束前夕金永南前往莫斯科大学留学。
1956年任朝鲜劳动党中央委员会国际部秘书长。金永南60年代初主要从事对苏和东欧、中东的外交工作。1960年8月-1971年4月任对外联络委员会副委员长。1961年任朝鲜劳动党中央委员会国际部副部长。1963年9月改任外务省副相（副部长）。1966年10月劳动党代表会议后任朝鲜劳动党中央委员会国际部副部长。1967年兼任朝鲜职业同盟中央委员会副委员长。1968年兼任朝鲜拥护和平全国民族委员会副委员长。
1970年11月，金永南当选朝鲜劳动党中央委员会委员。1972年4月任朝鲜劳动党中央委员会国际部第一副部长。同年12月任朝鲜劳动党中央委员会国际部部长并当选为朝鲜第五届最高人民会议常设议会议员。1974年11月当选为劳动党中央政治委员会候补委员。1975年被选为朝鲜劳动党中央委员会书记局书记。1977年12月当选为朝鲜第六届最高人民会议常设议会议员。1978年8月升任劳动党中央政治委员会委員，成为朝鲜领导人之一。仍任朝鲜劳动党中央委员会书记局书记、朝鲜劳动党中央委员会国际部部长。1980年10月当选为朝鲜劳动党中央委员会政治局委员、朝鲜劳动党中央委员会书记局书记，仍任朝鲜劳动党中央委员会国际部部长。1982年2月当选为朝鲜第七届最高人民会议常设议会议员。1983年被免去朝鲜劳动党中央委员会书记局书记职务改任朝鮮民主主義人民共和國副总理兼外务相（外交部长）。
1986年11月金永南当选为朝鲜第八届最高人民会议常设议会议员。1989年9月任祖國和平統一委員會副委員長。1990年4月当选为朝鲜第九届最高人民会议常设议会议员。1990年5月再次任政务院副总理兼外务相（外交部长）。1994年7月8日，金日成去世。在金日成逝世的中央追悼大会上，金永南致悼词。
金日成去世后，在1998年9月朝鲜第10届最高人民会议第1次会议上朝鲜修订宪法，废除国家主席一职，将主席的荣誉永远留给金日成。重新设立最高人民会议常任委员会委员长一职为国家元首。金永南当选第十届最高人民会议常任委员会委员长，成为朝鲜名义上的国家元首。金正日任朝鲜国务委员会委员长，是实际上朝鲜国家元首。金永南地位仅次于金正日。金永南在2003年9月第11届、2009年4月第12届连任朝鮮民主主義人民共和國最高人民会议常任委员会委员长。
2009年4月9日，朝鲜第12届最高人民会议修订宪法，宣布国务委员会委员长为国家元首。金正日成为名义和实际意义上的朝鲜国家元首。在外交方面，金永南以朝鲜国家元首身份出席了2008年北京奥运会开幕式、2014年索契冬奥会会开幕式和2018年韩国平昌冬奥会开幕式。
2010年9月，在朝鲜劳动党代表会议上当选中央政治局常务委员会委员。
2011年12月17日金正日去世。在金正日的中央追悼大会上，金永南致悼词。金正恩继位，金永南为朝鲜第二号人物。2014年的第13屆最高人民会议上当选最高人民会议常任委员会委員長。2019年，年届91岁的金永南卸任中央政治局常委和最高人民会议常任委员长，正式退休。

## 外事活动
- 20世纪70年代，金日成来中国每年一至两次访问，多为不公开行动，金永南每次来访都随行[11]。
- 1975年，金日成正式访华，金永南随同出席[11]。
- 1984年，金永南访问中国，除了在北京活动之外，还特意访问了深圳[11]。
- 1988年，金永南访问中国，在双方外长会谈中，钱其琛表示中国准备松动与韩国的关系[11]。
- 1992年中韩建交。7月钱其琛访朝，金永南在平壤顺安机场出面迎接，并陪同乘直升机前往延丰湖面见金日成[11]。
- 1999年6月4日，金永南率朝鲜国家代表团访问中国，会见中共中央政治局常委、国务院总理朱镕基。[13]
- 2005年10月29日，金永南在平壤百花园国宾馆会见中共中央总书记、国家主席胡锦涛。[14]
- 2007年6月7日，金永南在平壤会见了中共甘肃省委书记陆浩率领的中国共产党友好代表团。[15]
- 2008年6月17日，金永南在平壤会见中共中央政治局常委、国家副主席习近平[16]
- 2008年8月，赴北京参加第29届北京奥运会开幕式及相关活动。
- 2009年10月5日，金永南在平壤会见中共中央政治局常委、国务院总理温家宝。[17]
- 2011年2月14日，金永南在平壤会见中国国务委员、公安部部长孟建柱。[18]
- 2012年5月11日，金永南访问新加坡会见总统陈庆炎，双方就朝鲜半岛局势及新朝双边关系等共同关心的问题交换了意见。[19]
- 2013年4月15日，金永南致电尼古拉斯·马杜罗，祝贺他当选委内瑞拉总统。[20]
- 2014年，对非洲多国展开访问。2014年10月28日，金永南在刚果（布）黑角市会见刚果共和国总统、刚果劳动党中央委员会主席德尼·萨苏-恩格索。双方通报各自国家的情况，就当前国际形势交换看法，并就进一步发展朝刚两国友好关系、加强不结盟运动等共同关心的问题进行了探讨。[21]
- 2014年，赴俄罗斯索契参加第22届冬奥会开幕式，期间与俄罗斯总统普京、联合国秘书长潘基文等人会面。
- 2015年4月，参加了在印度尼西亚举办的万隆会议，会见了伊朗、印度尼西亚、津巴布韦、越南等国的首脑。
- 2015年5月8日，金永南访问俄罗斯，在克里姆林宫会见总统普京，并向普京转交了最高领导人金正恩的亲笔信。[22]5月9日，代替金正恩出席俄罗斯卫国战争胜利日大阅兵。

- 2015年10月10日，金永南在平壤会见中共中央政治局常委、中央书记处书记刘云山。[23]
- 2018年2月9日，金永南率团在平昌冬季奥林匹克运动会期间访问韩国。韩国总统府青瓦台表示欢迎，认为这显示朝鲜改善朝韩关系的决心与诚意。[24]他此行身份为朝鲜高级别代表团团长，目的是出席第23届冬奥会开幕式。[25]

## 国家元首身份爭議
金永南曾作为最高人民会议常任委员会委员长而对外代表国家。朝鲜經過了數度修憲之後，明確呈現朝鲜在法定上的最高领导者為先後擔任實權領袖的金正日、金正恩。
根据1998年9月5日实行的朝鲜民主主义人民共和国社会主义宪法（第7号），第100条的规定：“国防委员会是国家主权的最高军事指导机关，同时也是完全承担国防管理职能的机关。”第111条规定：“最高人民会议常务委员会委员长负责常任委员会的事业和组织指导。最高人民会议常任委员会委员长是国家的代表，负责接受外国使节的国书和传召。”2009年4月9日，朝鲜进行了修宪，即朝鲜民主主义人民共和国社会主义宪法（第8号），第117条照搬了原宪法111条的叙述，而第100条有关国防委员会的内容，更改为：“朝鲜民主主义人民共和国国防委员会委员长是朝鲜民主主义人民共和国的最高领导者。”2010年4月9日，颁布施行朝鲜民主主义人民共和国社会主义宪法（第9号），有关内容沿用了第8号宪法的描述。
金正日于2011年12月17日去世。而后在2012年4月13日颁布施行朝鲜民主主义人民共和国社会主义宪法（第10号）。新宪法第100条更改为：“朝鲜民主主义人民共和国国防委员会第一委员长是朝鲜民主主义人民共和国的最高领导者。”2016年6月30日，朝鲜官方网络媒体我们民族之间引述了党报劳动新闻有关宪法补充和修正的报告；根据修改后的宪法，国防委员会改为国务委员会，第100条规定：“朝鲜民主主义人民共和国国务委员会委员长是朝鲜民主主义人民共和国的最高领导者。”

## 与中韩关系
与大韩民国的交往和交涉，在朝鲜的对外政策中当然也是至关重要的。作为对外的国家代表，金永南在这方面也承担着重大职责和任务。在国际场合，他往往就是代表朝鲜发声的一位重要人物。

### 中华人民共和国
金永南先後多次訪華，包括鞏固中朝關係、尋求中國協助等，是與中國關係密切領導層。2008年北京奧運時，他亦代表北韓到中國出席开幕式，並在到訪期間與時任中共中央總書記兼中國國家主席胡锦涛和副主席习近平等中国领导人进行了会见。2013年8月1日，在出席伊朗候任总统鲁哈尼的就职典礼前秘密到訪北京，但行程沒有被官方公佈。

### 大韓民國
金永南在卢武铉政府時期對大韓民國採取友善的態度。2007年時任韩国总统卢武铉访问北韓，金永南在卢武铉與朝鮮勞動黨總書記金正日會面前设宴招待。不过，自李明博政府上台后，空前紧张，金永南對南韓的態度有所改變。2008年4月14日，金永南曾在纪念金日成诞辰96周年的中央报告大会上表示，实现“祖國統一”是朝鲜民族最重要的任务，也是不能再继续拖延的紧迫任务。他同时表示，朝鲜将沿着2000年朝韩首脑发表的《北南共同宣言》所开辟的道路，高举“民族共助”的旗帜，坚决粉碎韩国保守执政势力的反朝、对抗阴谋，开创自主统一、和平繁荣的新时代。在2008年8月出席北京奧運會开幕式之前，胡锦涛设午宴招待訪华元首。李明博事先让助理为其精心设计了与金永南打招呼的问候用语、面部表情以及握手寒暄方式，但据说“金永南拒绝与李明博同席”，虽然最后金永南和李明博依然同桌进宴，但据《朝鲜日报》报道，“两人一言不发”。后来，金永南会见德國议员时指责韩国破坏了10年来的和解努力。

## 家族成员
- 胞弟：
  - 金基南，朝鲜劳动党中央政治局委员、中央书记局书记。[31]
  - 金斗南，朝鮮人民軍大將，金日成的軍事秘書，中央軍事委員會委員、國防委員會人民武力部副部長，2009年逝世。
- 親屬：
  - 元正花（女性间谍）。[來源請求]